# Emilio Recoba
Emilio Recoba (3. listopad 1904, Montevideo – 12. září 1992) byl uruguayský fotbalista. Nastupoval především na postu obránce.
S uruguayskou reprezentací vyhrál mistrovství světa ve fotbale 1930, byť byl náhradníkem a do bojů na turnaji nezasáhl. Ze všech mistrů světa z roku 1930 žil nejdéle. Roku 1926 s Uruguayí vyhrál Mistrovství Jižní Ameriky. V národním týmu působil v letech 1926–1929 a odehrál 5 utkání.
Byl hráčem Nacionalu Montevideo.